# DeShawn Sims
DeShawn Sims, né le 21 janvier 1988 à Détroit, aux États-Unis, est un joueur américain de basket-ball. Il évolue au poste d'ailier.